# Mudanza y acarreo
Mudanza y acarreo es el nombre del segundo álbum de estudio del grupo dominicano "Juan Luis Guerra y 4.40", Fue lanzado al mercado por Karen Records en 1985. Antes de este disco, el grupo había grabado el LP "Soplando", digitalizado por Warner Music Latin en 1990 bajo el título "El Original 4.40".

## Historia
Después de la grabación del álbum "Soplando", que resultó ser un fracaso comercial, Roger Zayas Bazán, integrante del grupo, continuó trabajando como asistente de grabación en el Estudio EMCA de Santo Domingo (República Dominicana) hasta el día en que se reunió con Bienvenido Rodríguez, presidente y dueño de la empresa  discográfica dominicana Karen Records a quien hizo escuchar el disco. El ejecutivo aceptó hacer la producción ejecutiva del segundo álbum del grupo si grababan un "merengue más movido". El grupo en pleno aceptó la proposición y firmó su primer contrato procediendo a grabar el primer tema del disco titulado "Por eso ahora"  versión del "Guaguancó de Vero" de Stephen Stills y Joe Lala adaptado por Juan Luis Guerra y José Antonio Rodríguez. Guerra aportó otros 4 temas e incluyó 3 versiones de otros conocidos como "Santiago En Coche", "Yo Vivo Enamorado" ambos con letra adaptada de la cantante y músico Maridalia Hernández, integrante del grupo y "Don't Stop 'Til You Get Enough", tema del cantautor y músico estadounidense Michael Jackson, versionado al español por los integrantes del grupo con el título de "Dame". Para el tema A4 fue invitado el bolerista dominicano, ya fallecido, Rafael Colón quien pronunció la frase "Luna sobre el Jaragua", nombre del tema homónimo que había grabado varios años antes.

## Lista de canciones
La lista presenta los temas con los nombres de algunos de los autores previamente verificados mediante las bases de datos de las organizaciones del derecho de difusión BMI y SGAE. En la pista A3 se le dio coautoría a Paco de Lucía y el tema B4 fue acreditado a Quincy Jones quien solo actuó como productor del tema en su versión original en idioma inglés. Los demás créditos, pertenecen a la grabación original.
| Lado "A" |                                               |                                             |                                                  |                  |          |  |
| N.º      | Título                                        | Letras                                      | Música                                           | Escritor(es)     | Duración |  |
| 1.       | «Por eso ahora (Guaguancó de Veró)»           | José Antonio Rodríguez (Versión en español) | Joe Lala, adaptación y arreglo: Juan Luis Guerra | Stephen Stills   | 3:23     |  |
| 2.       | «Ella dice»                                   |                                             |                                                  | Juan Luis Guerra | 3:35     |  |
| 3.       | «Yo Vivo Enamorado»                           | Maridalia Hernández                         | Camarón de la Isla y Antonio Humanes             |                  | 5:02     |  |
| 4.       | «Réquiem Sobre el Jaragua (Le Dien Dinamita)» |                                             |                                                  | Juan Luis Guerra | 3:16     |  |

| Lado "B" |                                         |                                  |        |                   |          |  |
| N.º      | Título                                  | Letras                           | Música | Escritor(es)      | Duración |  |
| 1.       | «Si tú te vas»                          |                                  |        | Juan Luis Guerra  | 3:53     |  |
| 2.       | «Elena»                                 |                                  |        | Juan Luis Guerra  | 4:06     |  |
| 3.       | «Santiago En Coche»                     | Maridalia Hernández (adaptación) |        | Adalberto Álvarez | 4:00     |  |
| 4.       | «Dame (Don't Stop 'Til You Get Enough)» | 4.40 (adaptación)                |        | Michael Jackson   | 4:09     |  |

## Créditos

### Juan Luis Guerra y 4.40
- Juan Luis Guerra: arreglos, dirección y voz solista.
- Maridalia Hernández: voz solista.
- Mariela Mercado: voz solista.
- Roger Zayas Bazán: voz solista.

### Otros créditos
- Ramón Orlando Valoy: piano.
- Bienvenido Rodríguez: producción.
- Padre Hilario: intervención breve en el tema "A Santiago en coche" (no acreditado).[3]
- July Ruiz: técnico de grabación.
- Salvador Morales: técnico de grabación.
- Rafael Colón: intervención breve en el tema A4 pronunciado la frase "Luna sobre el jaragua".